# Rozejm w Sztumskiej Wsi

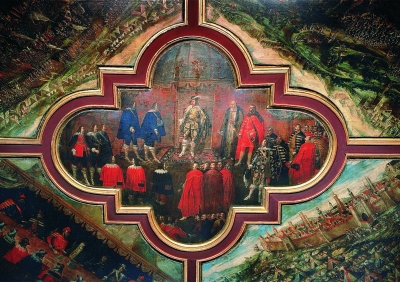
Traktat na malowidle w Pałacu biskupów krakowskich w Kielcach, gdzie uwidoczniono biskupa Zadzika, króla Władysława IV i hetmana Stanisława Koniecpolskiego

Rozejm w Sztumskiej Wsi (szw. Fördraget i Stuhmsdorf) – rozejm pomiędzy Rzecząpospolitą a Szwecją, przedłużający rozejm w Altmarku i zmieniający jego postanowienia. Rozejm ten został zawarty po tzw. „wojnie o ujście Wisły” i podpisany 12 września 1635 w Sztumskiej Wsi. Zawarty został na 26 lat, termin ten upływał w 1661. Rokowania rozpoczęto w Pasłęku, gdzie trwały od stycznia do połowy lutego, po czym w maju rozpoczęto je ponownie w Sztumskiej Wsi.

## Postanowienia
- Szwedzi zatrzymywali Inflanty na północ od Dźwiny oraz Rygę, gwarantując jednocześnie swobodę kultu zamieszkującym te tereny katolikom.
- Polska otrzymała z powrotem porty Tolkmicko, Elbląg, Braniewo, Piławę i Kłajpedę.
- Szwedzi zrezygnowali z prawa do cła (na 2 lata otrzymał je Władysław IV Waza).
- Polacy zatrzymywali tereny na południe od Dźwiny, tj. Kurlandię, Semigalię, Powiat piltyński oraz Inflanty polskie.
- Szwedzi obiecali zwrócić statki polskiej floty.
- Król Polski Władysław IV zawieszał na okres rozejmu swoje pretensje do szwedzkiej korony (czyli do momentu, w którym miał osiągnąć wiek 66 lat).
- Wielkie Księstwo Litewskie miało mieć pełną swobodę w handlu na Dźwinie.

Delegacji polskiej przewodził kanclerz Jakub Zadzik, a towarzyszyli mu Ernest Denhoff, Remigiusz Zaleski, Jakub Sobieski, Krzysztof Radziwiłł, Rafał Leszczyński. Po stronie szwedzkiej rokowania prowadził Per Brahe. Sfinalizowanie rokowań nastąpiło wbrew woli Władysława IV. Układ został zaaprobowany przez Sejm zebrany 21 listopada tego roku.
Rozejm został zerwany w 1655 przez stronę szwedzką. Wznowioną wojnę zakończył pokój oliwski, zawarty na rok przed teoretycznym upływem rozejmu.